# Mauvezin, Haute-Garonne
Mauvezin là một xã thuộc tỉnh Haute-Garonne trong vùng Occitanie tây nam nước Pháp. Xã này nằm ở khu vực có độ cao trung bình 277 mét trên mực nước biển.